# Мінорний тризвук
Мінорний (малий) тризвук — тризвук, що складається з малої терції внизу і великої — угорі, між крайніми звуками якого утворюється інтервал чистої квінти. Мінорним тризвуком представлена тоніка (основна ладова функція) мінорного ладу.

## Обернення
| Звернення                                                                                                 | Назва акорду             | Склад              | Позначення |
| --- | ------------------------ | ------------------ | ---------- |
| \new Staff \with {\remove "Time_signature_engraver"} { < c' es' g' >1 < es' g' c' ' >1 < g' c'' es'' >1 } |                          |                    |            |
| Основний акорд                                                                                            | Мінорний тризвук         | м. 3 + в. 3 = 5 ч. | C53        |
| Перше | Мінорний секстакорд      | в. 3 + 4 ч. = в. 6 | C6         |
| Друге | Мінорний квартсекстакорд | ч. 4 + м. 3 = м. 6 | C64        |

Першим оберненням мінорного тризвуку є мінорний секстакорд, де нижнім звуком є терція. Другим оберненням є мінорний квартсекстакорд із квінтою як нижній звук.
До складу мінорного тризвуку і його обернень входять мала і велика терція, а також чиста кварта, що є оберненням чистої квінти.

## Термінологія
Термін мінорний тризвук часто вживається для позначення будь-яких вертикальних структур описаного типу, незалежно від історичної епохи і складу музики. На думку деяких музикознавців (напр. Ю. Холопова, Лебедева) це не зовсім коректно, натомість слід вживати термін конкорд терцквінти - для музики середньовіччя (співзвуччя, яке мислилося складеним з 2 інтервалів), а в багатоголосній музиці епохи Відродження, де формується уявлення про акорди, але ще немає мінорного ладу (наприклад, у месах Жоскена Депре), правильніше говорити про малий (а не про мінорний) тризвук.

## Загальна інформація
Мінорний тризвук є одним з мінорних акордів, до складу яких входять звуки, що віддалені від основного тону на малу терцію і чисту квінту. Також мінорними є великий і малий мінорний септакорди.
Мінорний тризвук є диатонічним акордом і будується на I, IV та V ступенях натурального мінору. Ці три тризвуки найкраще виражають ладові функції, завдяки чому називаються головними тризвуками і позначаються як і головні ступені: t, s, d. У натуральному мажорі також три мажорні тризвуки, які не перебувають на головних ступенях ладу, і тому називаються побічними. У гармонічному мажорі чи мінорі — усього два мінорних тризвуки.
Скороченим позначенням мінорного тризвуку є мін. 53, що відповідає виду акорду і інтервалам, що входять у його склад. Згідно системі буквено-цифрових позначень акордів, мінорний тризвук позначається за допомогою великої латинської літери і приставки m, що визначають лад акорду: наприклад, ля-мінорний тризвук позначається як Am.
Мінорний тризвук є консонантним, оскільки виникає в результаті поділу досконалого консонансу (квінти) згідно відношень гармонійних пропорцій (10:12:15, мала терція + велика терція). Тому в музиці, починаючи з епохи Відродження, він трактується як стійке і не вимагає розв’язання в досконаліший консонанс.
Мінорний тризвук є одним з основних акордів у тональній системі Нового часу. При цьому в музичній естетиці з часів Царліно малий тризвук розцінюється як «похмурий», «сумний», «приглушений», порівняно зі «світлим», «яскравим», «веселим» великим тризвуком.
Необернений мінорний тризвук включає малу терцію, утворену між основним тоном і третім ступенем, і велику терцію, побудовану від третього ступеня.

### Таблиця мінорних тризвуків
| Аккорд | Основний тон | Мала терція | Чиста квінта |
| ------ | ------------ | ----------- | ------------ |
| Cm     | C            | E♭          | G            |
| C♯m    | C♯           | E           | G♯           |
| D♭m    | D♭           | F♭ (E)      | A♭           |
| Dm     | D            | F           | A            |
| D♯m    | D♯           | F♯          | A♯           |
| E♭m    | E♭           | G♭          | B♭           |
| Em     | E            | G           | B            |
| E♯m    | E♯           | G♯          | B♯ (C)       |
| Fm     | F            | A♭          | C            |
| F♯m    | F♯           | A           | C♯           |
| G♭m    | G♭           | B (A)       | D♭           |
| Gm     | G            | B♭          | D            |
| G♯m    | G♯           | B           | D♯           |
| A♭m    | A♭           | C♭ (B)      | E♭           |
| Am     | A            | C           | E            |
| A♯m    | A♯           | C♯          | E♯ (F)       |
| B♭m    | B♭           | D♭          | F            |
| Bm     | B            | D           | F♯           |